# Camp de concentration de Bruttig Treis
Le camp de concentration de Bruttig-Treis (en allemand : KZ Bruttig-Treis) est un camp satellite du camp de concentration de Natzweiler-Struthof construit en 1944 pour mettre en œuvre des travaux afin d'agrandir un tunnel. Le camp est en activité entre le 10 mars 1944 et le 14 septembre 1944. Au total, plus de 2 000 prisonniers sont déportés au camp de Bruttig-Treis.

## Histoire
Le camp est construit pour permettre l'agrandissement d'un tunnel. La plupart des prisonniers viennent de France ou de Belgique. À leur arrivée, le camp n'était pas conçu pour recevoir autant de détenus, ils sont d'abord logés dans une auberge, puis un réseau de baraques est construit pour accueillir plus de détenus. 18 gardes sont présents pour surveiller le camp.

## Tortures envers les prisonniers
Les prisonniers étaient torturés puis pendus s'ils tentaient de s'évader du camp, il se font notamment crucifier, pendre, ou devoir compter le nombre de coups de fouet que les gardes donnent,.